# Steve Smith (Hochspringer, 1971)
Steve Smith (* 11. Januar 1971) ist ein ehemaliger US-amerikanischer Hochspringer.
Für die Indiana State University (ISU) startend wurde er dreimal NCAA-Vizemeister: 1991 und 1992 in der Halle und 1994 im Freien. Auf nationaler Ebene wurde er 1994 Vizemeister im Freien und 1995 sowie 1999 Vizemeister in der Halle.
Seine beiden größten internationalen Erfolge hatte er in der Saison 1995. Bei den Leichtathletik-Hallenweltmeisterschaften in Barcelona wurde er Siebter, und bei den Panamerikanischen Spielen in Mar del Plata gewann er die Silbermedaille.
Steve Smith ist heute Studentenberater an der University of Indianapolis. 2010 wurde er in die Hall of Fame der ISU aufgenommen.

## Persönliche Bestleistungen
- Hochsprung: 2,31 m, 3. Juni 1994, Boise
  - Halle: 2,30 m, 27. Februar 1999, Atlanta